# What the Hell Just Happened?
A What the Hell Just Happened? (magyarul: Mi a fene történt?) a brit Remember Monday dala, mellyel az Egyesült Királyságot képviselték a 2025-ös Eurovíziós Dalfesztiválon Bázelben. A dal belső kiválasztás során nyerte el a dalversenyen való indulás jogát.

## Eurovíziós Dalfesztivál
2025. február 4-én a The Sun közölte, hogy az együttes képviseli az Egyesült Királyságot a 2025-ös Eurovíziós Dalfesztiválon Bázelben. A hivatalos megerősítés a BBC részéről 2025. március 7-én érkezett, amikor a BBC Radio 2 reggeli műsorában az együttes bemutatta a versenydalát.
Mivel az Egyesült Királyság tagja az automatikusan döntős „Öt Nagy” országának, ezért a dal az Eurovíziós Dalfesztiválon először a május 17-én megrendezett döntőben versenyzett, de előtte a második elődöntőben is előadták, az Ausztriát képviselő JJ Wasted Love című dala után és a Görögországot képviselő Klavdia Asteromáta című dala előtt. A döntőben fellépési sorrendben nyolcadikként léptek fel, az Ukrajnát képviselő Ziferblat Bird of Pray című dala után és az Ausztriát képviselő JJ Wasted Love című dala előtt. A zsűri szavazáson a tizenegyedik helyen végeztek 88 ponttal (Olaszországtól maximális pontot kaptak), míg a nézői szavazáson Svájccal hotversenyben utolsó helyen végeztek 0 ponttal, így összesítésben 88 ponttal a verseny tizenkilencedik helyezettjei lettek.

## Dalszöveg
| What the hell just happened? Went up on the roof, Jumped into the pool, You should do it too too too too. I know that I'm a wreck, What did you expect? You can blame my ex ex ex. What the hell just happened? No clue but I liked it. – A dal refrénje | Mi a fene történt? Felmentem a tetőre, Beleugrottam a medencébe, Neked is ezt kellene tenned. Tudom, hogy egy roncs vagyok, Mire számítottál? Hibáztathatod az exemet. Mi a fene történt? Fogalmam sincs, de tetszett. – A dal refrénje magyarul |

## Galéria

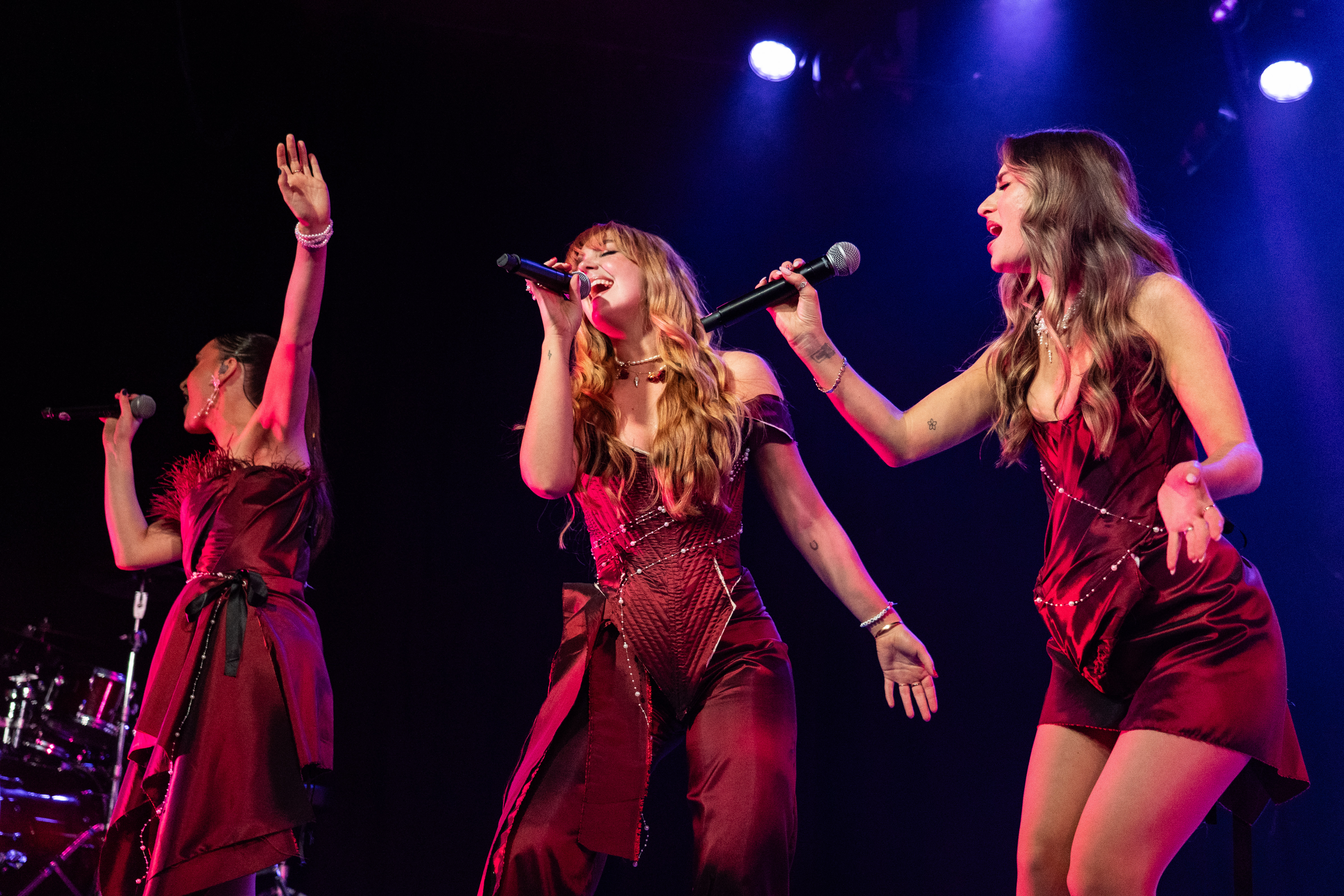
A madridi eurovíziós partin
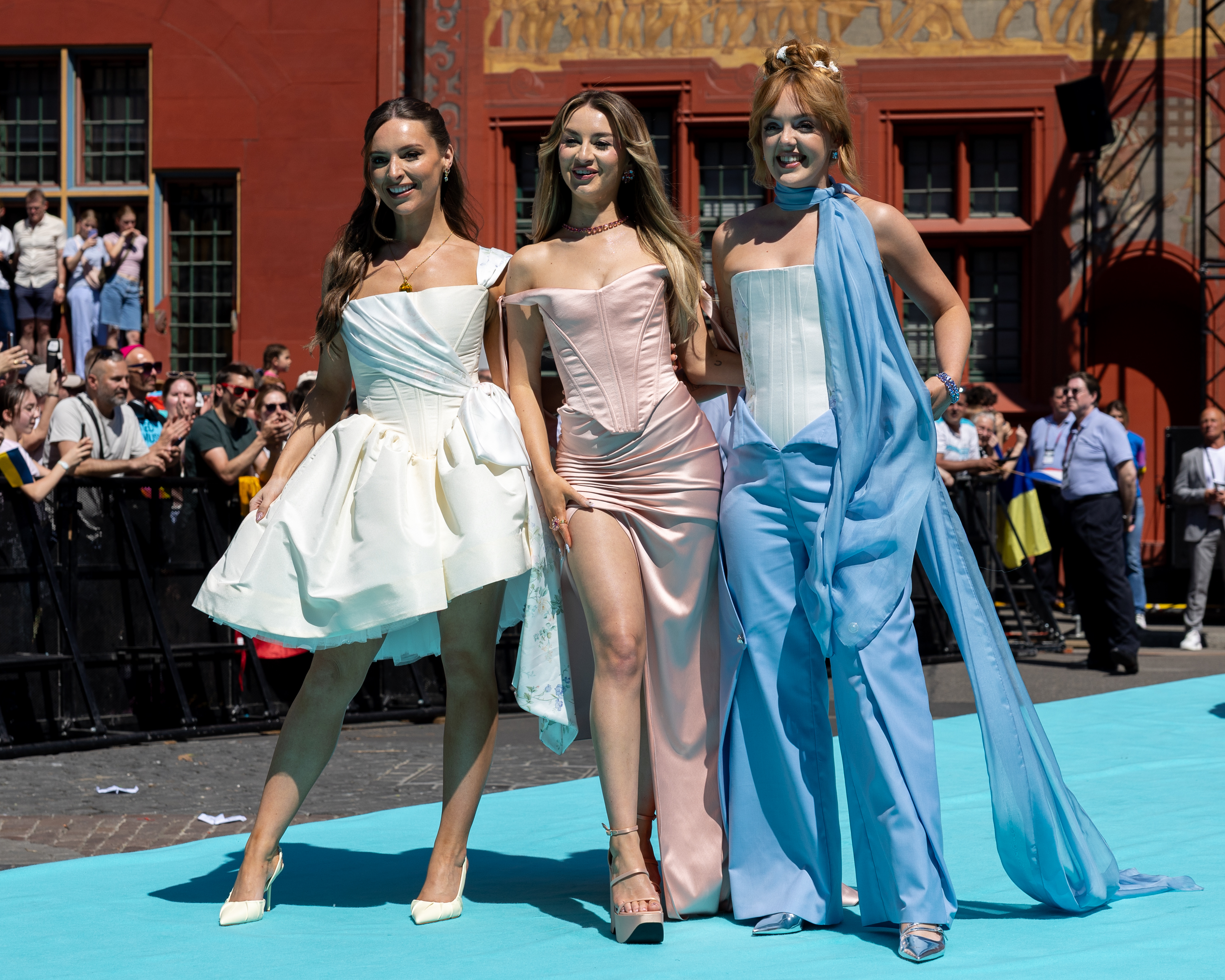
A megnyitóünnepségen
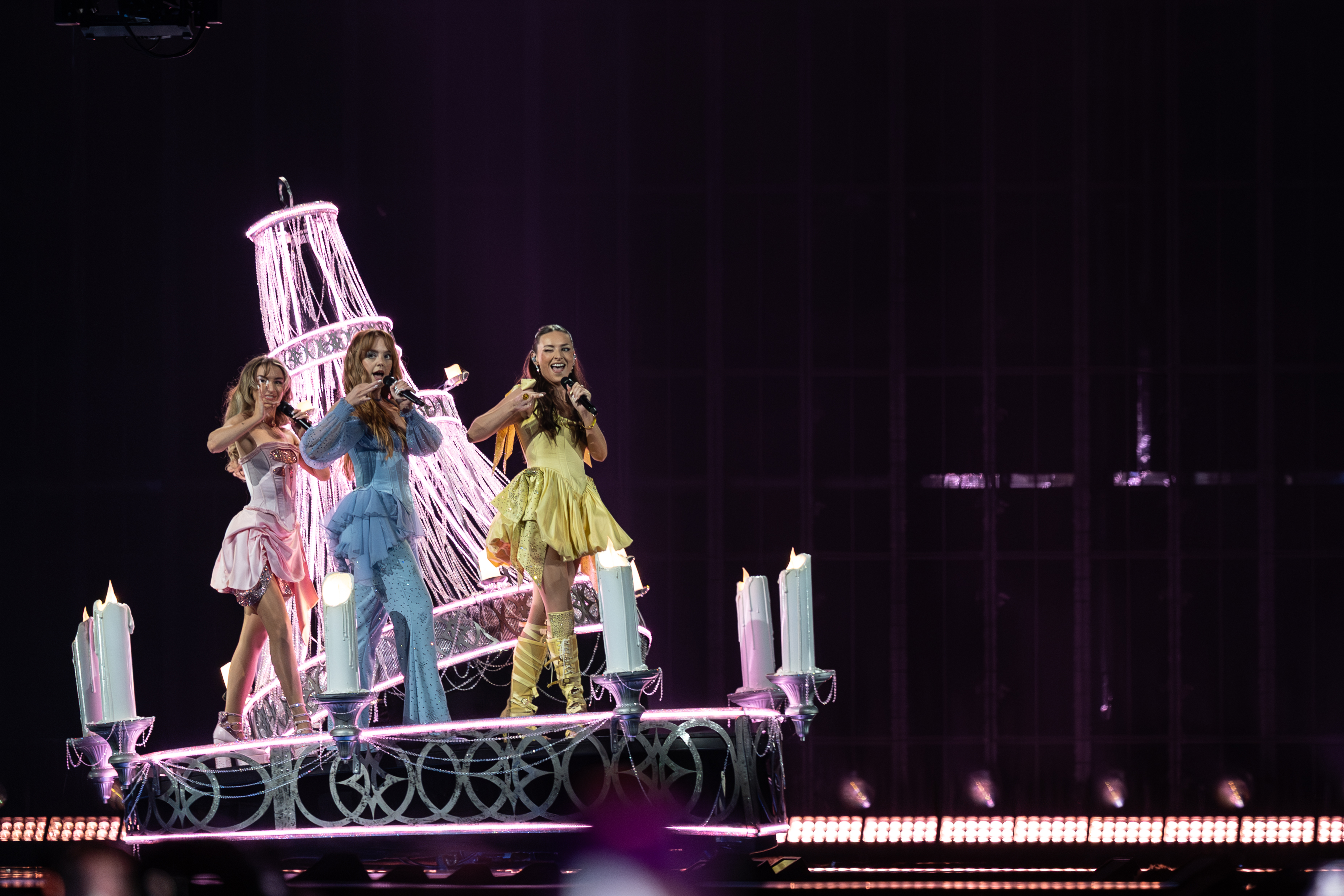
Az elődöntőben
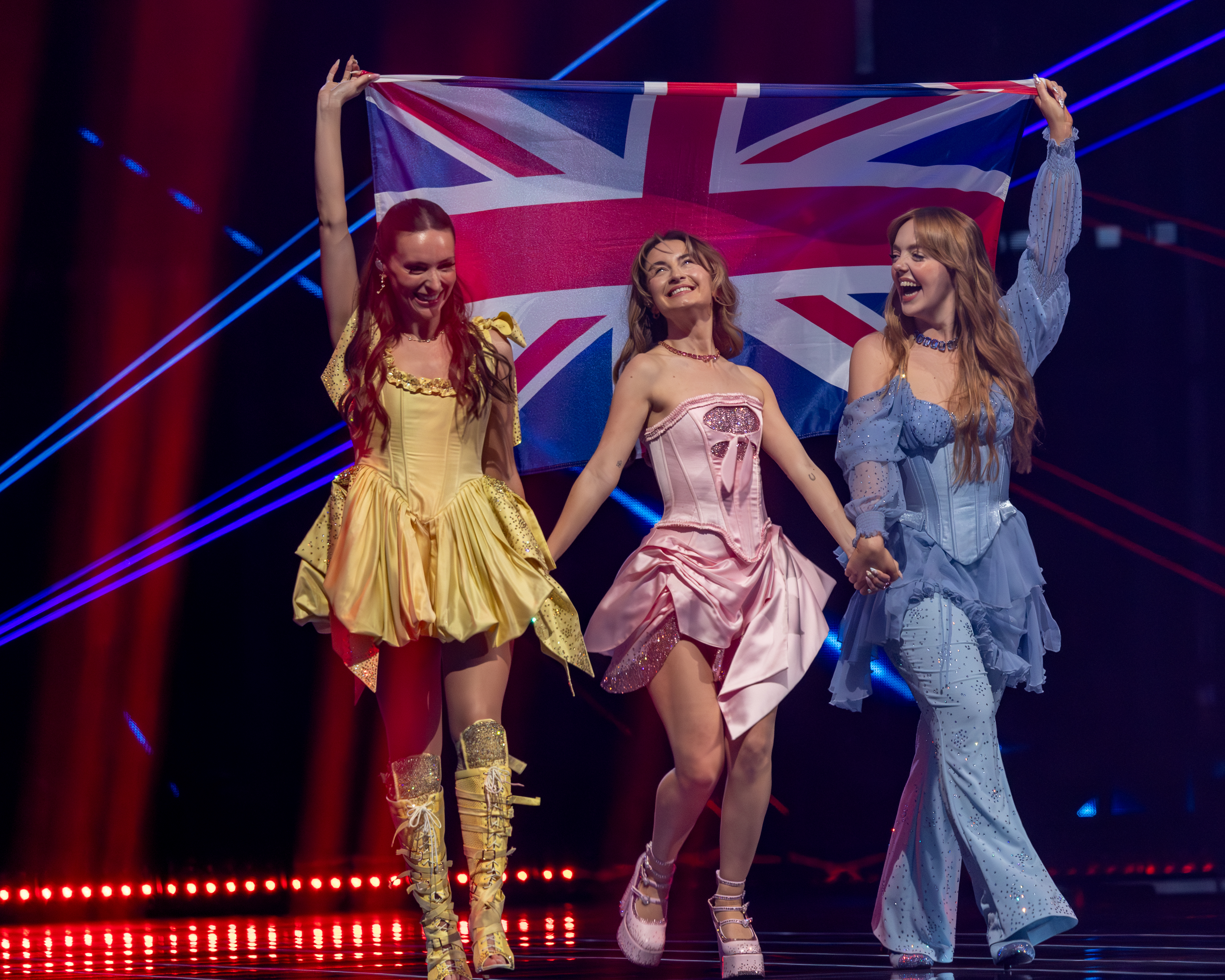
A döntő bevonulásán
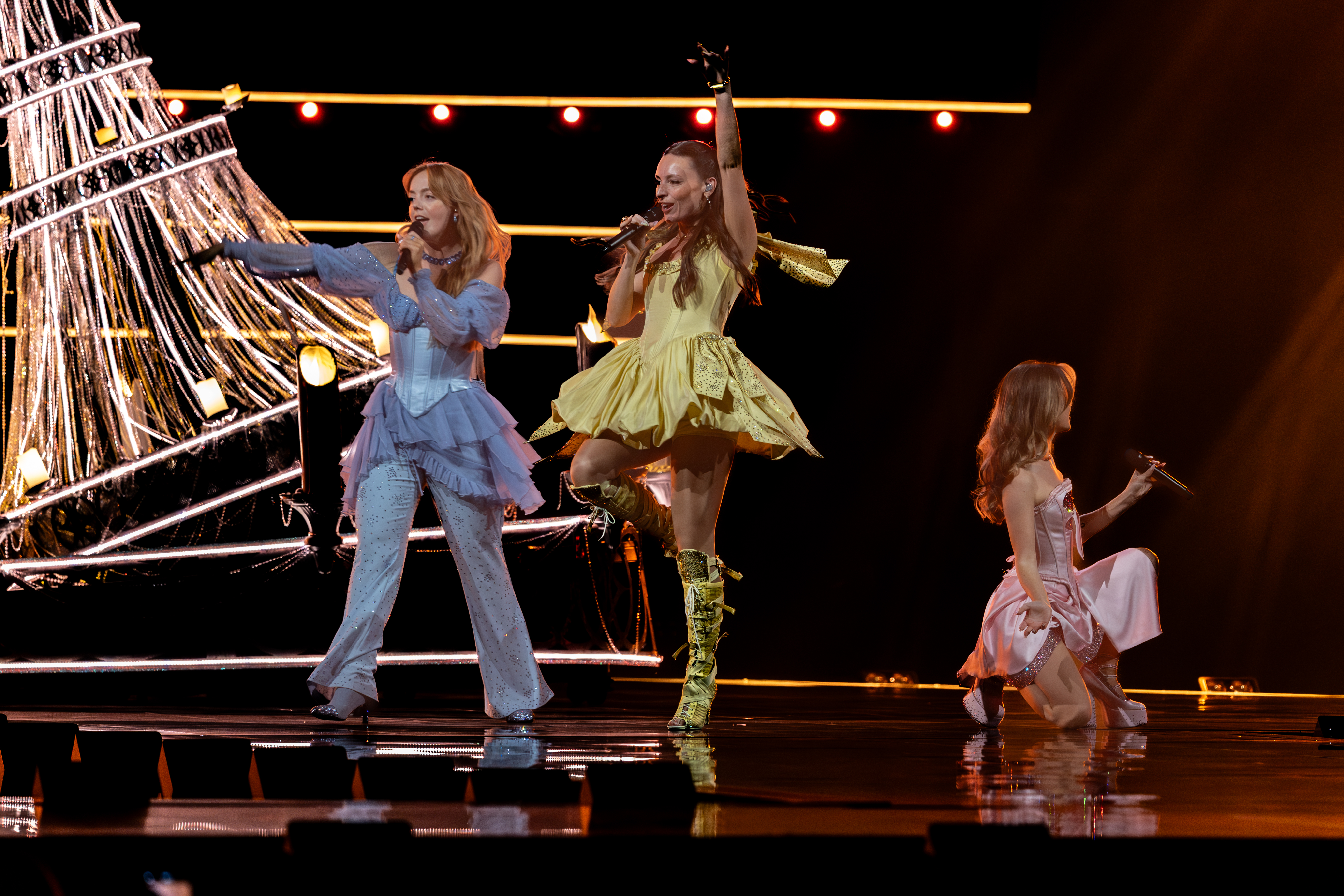
A döntőben